# Археология Индонезии

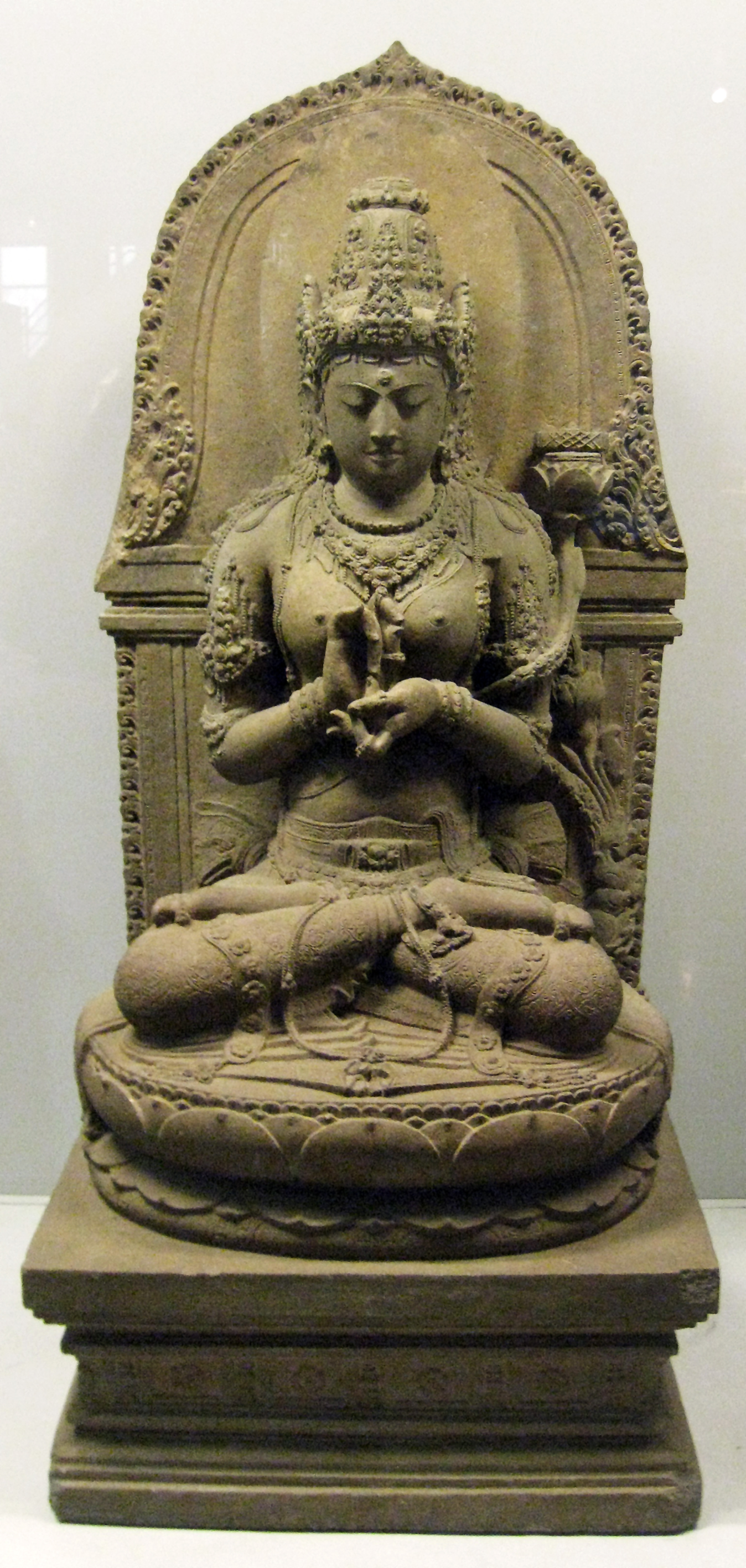
Праджнапарамита с Явы стала, пожалуй, самым известным образцом древнего индонезийского искусства, сочетающего в себе эстетическое совершенство и духовность.

Археология Индонезии — изучение археологических находок Индонезийского архипелага, которые относятся к интервалу от доисторических времен до почти двух тысячелетий документированной истории. Древний индонезийский архипелаг был географическим морским мостом между политическими и культурными центрами Древней Индии и Императорского Китая и примечателен как часть древнего морского шелкового пути.
Первым государственным археологическим учреждением стало образованное в 1913 году Oudheidkundige Dienst in Nederlandsch-Indië (Археологическая служба в Голландской Ост-Индии) под руководством профессора Н. Дж. Кромма[страница не указана 1497 дней].
Сегодня национальным археологическим учреждением Индонезии является Pusat Arkeologi Nasional (Национальный археологический центр).

## История

### Ранний период
В ранний период археологических открытий в Индонезии, с 16 по 18 века, древние статуи, храмы, руины и другие археологические памятники и артефакты обычно оставались нетронутыми, и их не трогали местные жители. В основном это было связано с местными табу и суевериями, связывающими статуи и древние руины с духами, которые могли причинить несчастье. Например, в двух старых яванских хрониках (бабад) 18 века упоминаются случаи невезения, связанные с «горой статуй», которая на самом деле была руинами буддийского памятника Боробудур. Согласно Бабад Танах Джави, памятник был роковым фактором для Мас Дана, повстанца, восставшего против Пакубувоно I, царя Матарама в 1709 году. Было записано, что холм «Реди Боробудур» был осажден, повстанцы были разбиты и приговорены к смерти королем. В Бабад Матарам (или Истории Королевства Матарам) памятник был связан с несчастьем Монконагоро, наследного принца султаната Джокьякарта в 1757 году. Несмотря на табу на посещение памятника, «он взял то, что записано как рыцарь, который был схвачен в клетке (статуя Будды в одной из перфорированных ступ)». Вернувшись в свой дворец, он заболел и умер через день.
Другой пример: комплекс храмов Прамбанан и Севу связан с яванской легендой о Роро Джонгранге; чудесный фольклор о множестве демонов, построивших почти тысячу храмов, и о принце, который проклял красивую, но хитрую принцессу, заставив ее стать каменной статуей. Несмотря на всё это, несколько яванских кератонов собирали археологические артефакты, в том числе индуистско-буддийские статуи. Например, Keraton Surakarta, Keraton Yogyakarta и Mangkunegaran собирали археологические артефакты в своих дворцовых музеях. В областях, где сохранилась индуистская вера, особенно на Бали, археологические памятники, такие как пещерное святилище Гоа Гаджах и храмы Гунунг Кави по-прежнему служили своим первоначальным религиозным целям как священные места поклонения.

### Период голландской Ост-Индии

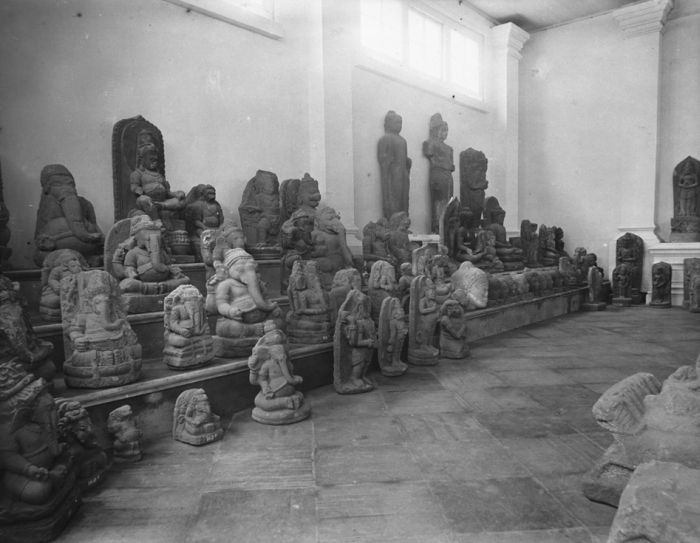
Индуистско-буддийские скульптуры в Музее Королевского Батавского общества искусств и наук (ныне Национальный музей Индонезии), Батавия, 1896 г.

Формальные археологические исследования в Индонезии уходят корнями в Батавию 18-го века, когда 24 декабря группа голландских интеллектуалов основала научное учреждение под названием Bataviaasch Genootschap van Kunsten en Wetenschappen (Королевское Батавское общество искусств и наук) 24 апреля 1778 г. Эта частная организация имела целью продвигать исследования в области искусств и наук, особенно в области истории, археологии, этнографии и физики, а также публиковать различные результаты.
Сэр Томас Стэмфорд Раффлз, генерал-губернатор Британской Явы (1811–1816), лично интересовался историей, культурой и древностью древней Явы, написав «Историю Явы», которая была опубликована в 1817 году. Во время его правления обнаружились древние руины Боробудура, Прамбанана и Тровулана. Это вызвало более широкий интерес к яванской археологии. Ряд руин храмов были систематически обследованы, зарегистрированы и каталогизированы. Однако к XIX веку внезапный всплеск интереса к яванскому искусству привел к разграблению археологических памятников «охотниками за сувенирами» и ворами. В этот период в Боробудуре обезглавили голову Будды. Из оригинальных 504 древних статуй Будды в Боробудуре более 300 повреждены (в основном без головы), а 43 отсутствуют. Похищенные головы Будд Боробудура в основном продавались за границу, попадая в частные коллекции или приобретались западными музеями, такими как Тропенский музей в Амстердаме и Британский музей в Лондоне.
В 1901 году колониальное правительство Голландской Ост-Индии учредило Commissie in Nederlandsch Indie voor Oudheidkundige Onderzoek van Java en Madoera, которую возглавил Дж. Л. А. Брандес. Официально он был признан 14 июня 1913 года, с образованием Oudheidkundige Dienst в Nederlandsch-Indië (Археологическая служба Голландской Ост-Индии), часто сокращенно называемой «OD», под руководством профессора доктора Н. Дж. Кромма[страница не указана 1497 дней]. Кромм считается пионером, заложившим организационную основу археологических исследований в Ост-Индии. Цель его деятельности состояла в том, чтобы все археологические находки, открытия и исследования проводились и регистрировались правильно и в соответствии с научным подходом современной археологии. Во время правления Кромма было составлено и опубликовано множество журналов, книг и каталогов, в которых систематически регистрировались археологические находки в колонии. В этот период также были проведены несколько начальных реставрационных работ на руинах храмов Явы.

### Период республики
После бурного периода Второй мировой войны на Тихом океане (1941–45) и последовавшей за ней индонезийской революции (1945–49) Oudheidkundige Dienst («OD») был национализирован недавно признанными Соединенными Штатами Индонезии в 1950 году как Djawatan Poerbakala Repoeblik Indonesia Serikat  (Археологическая служба Соединенных Штатов Индонезии). В 1951 году Djawatan Purbakala была переименована в Dinas Purbakala и стала частью Djawatan Kebudajaan Departemen Pendidikan dan Kebudajaan (Культурная служба Министерства образования и культуры) с независимыми археологическими офисами в Макассаре, Прамбанане и Бали[страница не указана 1497 дней].
В 1953 г. получили высшее образование два коренных индонезийских археолога, одним из них был Р. Соэкмоно, который впоследствии сменил Бернета Кемпера на посту главы Djawatan Poerbakala Repoeblik Indonesia. Позже национальное археологическое учреждение было переименовано в Lembaga Poerbakala dan Peninggalan Nasional (Институт археологии и национального наследия) или LPPN.
В 1975 году LPPN была разделена на два учреждения: Direktorat Pemeliharaan dan Pelestarian Peninggalan Sejarah dan Purbakala, который сосредоточил свои усилия на сохранении древнего наследия; и Pusat Penelitian Purbakala dan Peninggalan Nasional, который занимался археологическими исследованиями.
В 1980 году это учреждение было преобразовано в Pusat Penelitian Arkeologi Nasional (Национальный центр археологических исследований) при Министерстве образования и культуры. В 2000 году учреждение было передано Министерству культуры и туризма. В 2005 году название учреждения было изменено на Pusat Penelitian dan Pengembangan Arkeologi Nasional (Национальный центр археологических исследований и разработок). В 2012 году он снова изменился на Pusat Arkeologi Nasional (Национальный археологический центр) и он из Министерства туризма был передан Министерству образования и культуры.
Сегодня несколько индонезийских государственных университетов имеют программы изучения археологии, в том числе Университет Гаджа Мада в Джокьякарте, Университет Индонезии в Джакарте,  Университет Удаяна на Бали, Университет Хасануддина в Макассаре, Университет Халуолео в Кендари и Университет Джамби в Джамби. 

## Известные находки

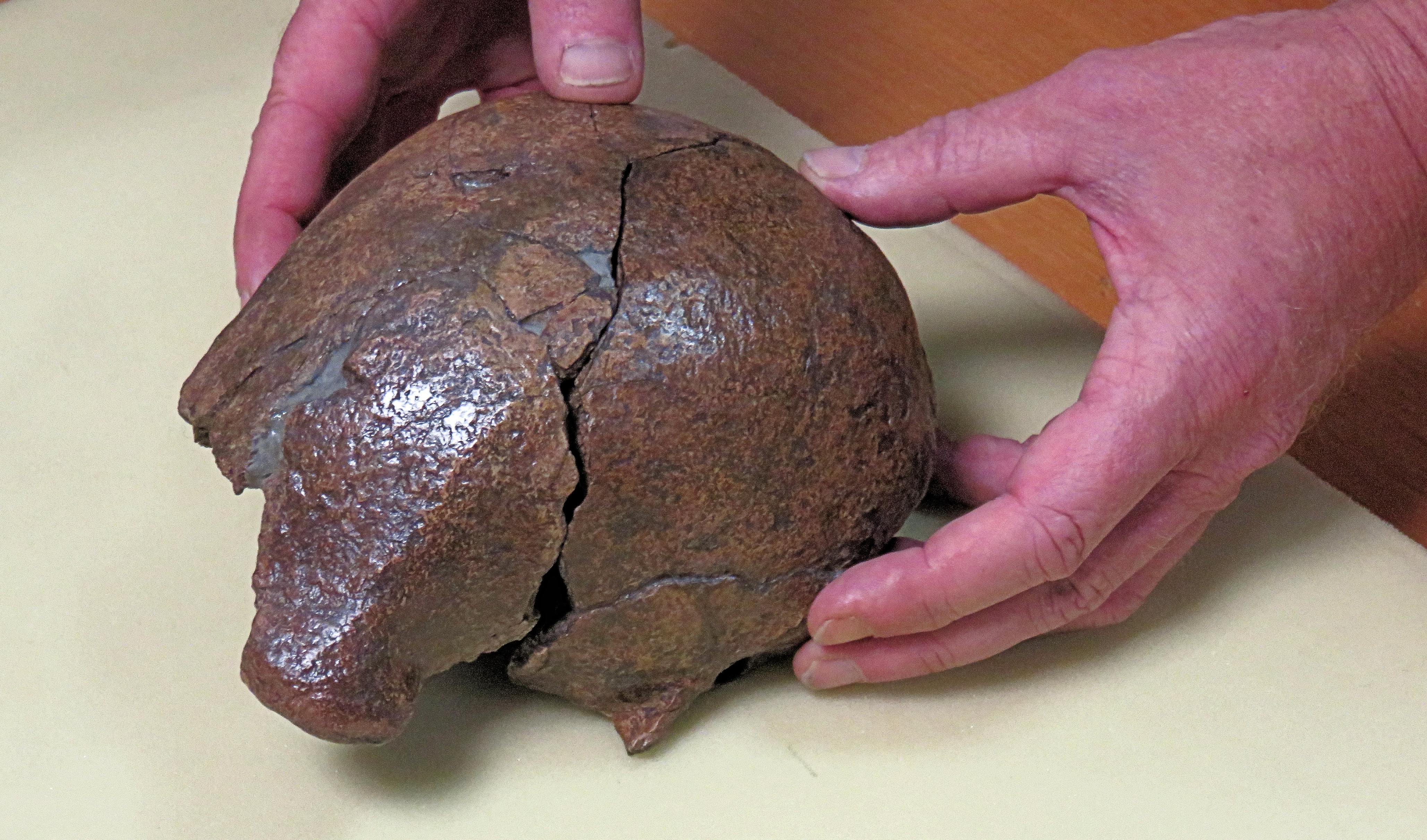
Череп Homo erectus, обнаруженный в Сангиране

- Сангиран: одно из самых важных мест в мире для изучения окаменелостей гоминидов, в том числе Homo erectus[16].
- Тринил: место открытия яванского человека, ранней окаменелости человека[17].
- Лян Буа: известняковая пещера на острове Флорес, где в 2003 году была обнаружена окаменелость Homo floresiensis, известного как Хоббит[18].
- Гунунг Паданг: мегалитический памятник, расположенный в деревне Карьямукти, Регентство Чанджур, провинция Западная Ява в Индонезии, 30 км к юго-западу от города Чанджур и в 6 км от станции Лампеган[19].
- Буни: доисторическая культура глиняной керамики, которая процветала в прибрежных северных районах Западной Явы и Бантена примерно с 400 г. до н.э. до 100 г. н.э. и, вероятно, просуществовала до 500 г. н.э. Культура была названа в честь ее первого обнаруженного археологического объекта, деревни Буни в Бабелане, Бекаси, к востоку от Джакарты.

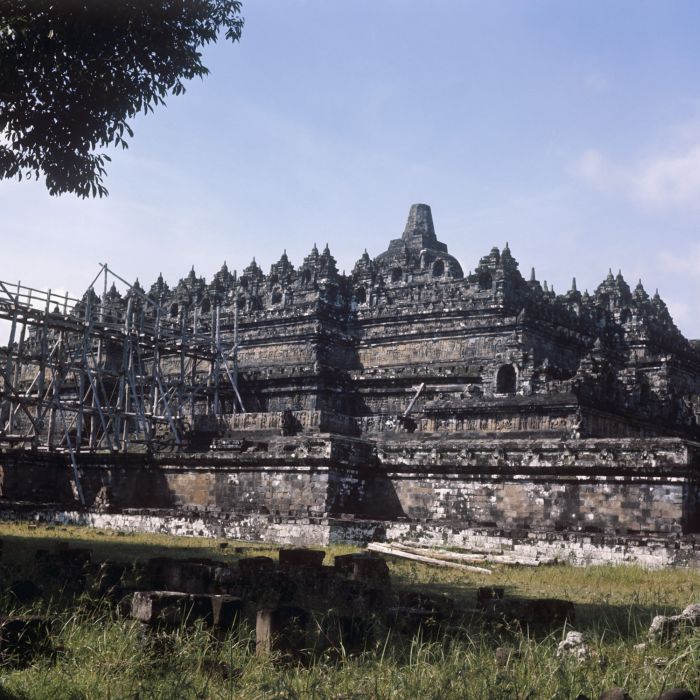
Реставрация Боробудура около 1980 г.

- Храмовые комплексы Боробудур: археологическая зона трех буддийских храмов на плодородной равнине Кеду на Центральной Яве, включает Боробудур, Мендут и Павон . Эти три храма расположены на прямой линии и считаются построенными во время династии Шайлендра примерно в 8–9 веках[20].
- Храмовые комплексы Прамбанан: археологические раскопки нескольких индуистско-буддийских храмов на равнине Прамбанан, включая его главное место — индуистский храм Прамбанан Тримурти и близлежащие храмы Севу, Лумбунг и Бубрах. Комплекс буддийского храма Севу датируется 8 веком, а основной комплекс индуистского храма Прамбанан датируется 9 веком[21]. Другие близлежащие, но отдельные объекты, включая Плаосан, Содживан, Рату Боко, Банюнибо и храм Иджо.
- Муара Такус: буддийский храмовый комплекс из красного кирпича 11–12 веков, связанный с империей Шривиджая, расположенный в Регенси Кампар, провинция Риау.
- Храмовые комплексы Муаро Джамби: обширное место буддийских храмов из красного кирпича, датируемое XI-XIII веками нашей эры и связанное со Шривиджайей и Королевством Мелаю. Археологические раскопки включают восемь раскопанных храмовых святилищ и занимают площадь около 12 квадратных километров, протянувшись на 7,5 километров вдоль реки Хари. 80 менапо, или курганов храмовых руин, еще не восстановлены[22][23].
- Археологический парк Королевства Шривиджая: остатки древних искусственных каналов, рвов, прудов и искусственных островов, обнаруженные у северного берега реки Муси в окрестностях Палембанга. Предполагается, что это поселение IX века, относящееся к империи Шривиджая[24].
- Археологические раскопки Паданг Лавас: руины буддийского храмового комплекса 11-13 веков, расположенные в Регентстве Паданг Лавас и Регентстве Северный Паданг Лавас на Северной Суматре [25]. Самым хорошо сохранившимся храмом является храмовый комплекс Бахал, однако большинство других храмов находится в руинах.

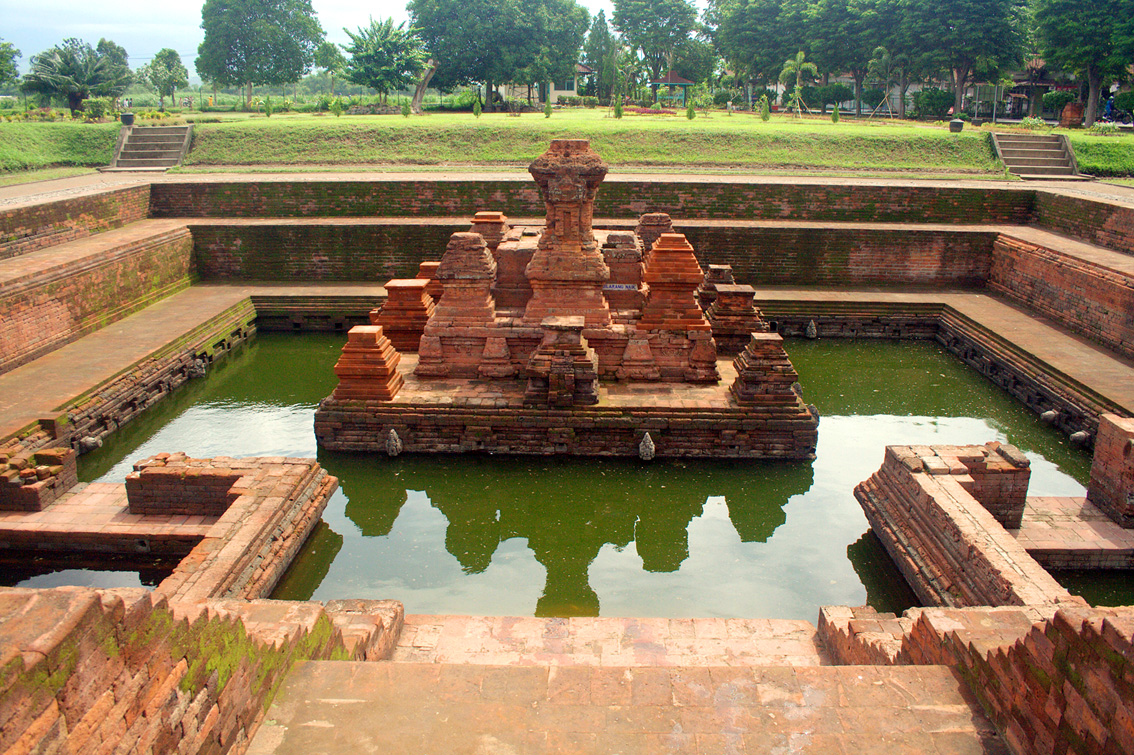
Канди Тикус, бассейн Тровулана XIV века, открытый в 1914 году.

- Археологические памятники бывшего королевства Сингхасари в районе Маланг на востоке Явы: остатки Кутараджи 13-го века, королевской столицы Сингхасари, с центром в современном районе Сингосари в Регентстве Маланг. Места, включаяхрамы Яго и Кидал, ступы Sumberawan, гигантские Дварапалы и храм Сингхасари[26].
- Тровулан: археологические раскопки площадью 100 квадратных километров в районе Тровулан, регентство Моджокерто, который был королевской столицей империи Маджапахит с 13 по 15 века[27].
- Археологические памятники Центрального Бали, включая Гоа Гаджах и Гунунг Кави: остатки священного святилища и погребальные храмы, относящиеся к индуистскому королевству Бали 9-11 веков. Гоа Гаджах содержит пещерное святилище и бассейны для ритуальных купаний, вероятно, служившие индуистским отшельником. Пещера была заново открыта голландскими археологами в 1923 году, но фонтаны и бассейн не были обнаружены до 1954 года[28]. В то время как Гунунг Кави — это храм 11 века и погребальный комплекс в Тампаксиринг[29] :180 к северо-востоку от Убуда на Бали.
- Исторический парк Гунонган: дворец и сад 17-го века, расположенный в Ачехе, с белой круглой структурой, известной как Гунонган, в честь которой был назван парк[30][уточнить ссылку 1497 дней]. Возможно, построен Искандаром Муда из Ачеха.
- Форт Нассау, острова Банда: первый голландский форт, построенный на острове Банда (или Банданейра), главном острове островов Банда, часть Малуку в Индонезии, построенный в 1609 году[31][страница не указана 1497 дней]. Его целью было контролировать торговлю мускатным орехом, который в то время выращивался только на островах Банда[32][страница не указана 1497 дней].
- Старая Батавия: старый город Джакарты содержит строения в голландском стиле, в основном датируемые 17 веком, когда город-порт служил азиатской штаб-квартирой VOC во время расцвета торговли специями[33]. Он занимает 1,3 квадратных километра в пределах Северной и Западной Джакарты.
- Культура Тамбора: затерянная деревня и культура на острове Сумбава, погребенная пеплом и пирокластическими потоками в результате катастрофического извержения горы Тамбора в 1815 году. Люди и дома сохранились такими, какими они были в 1815 году. Сигурдссон назвал это Помпеи Востока[34].

## Известные находки и артефакты

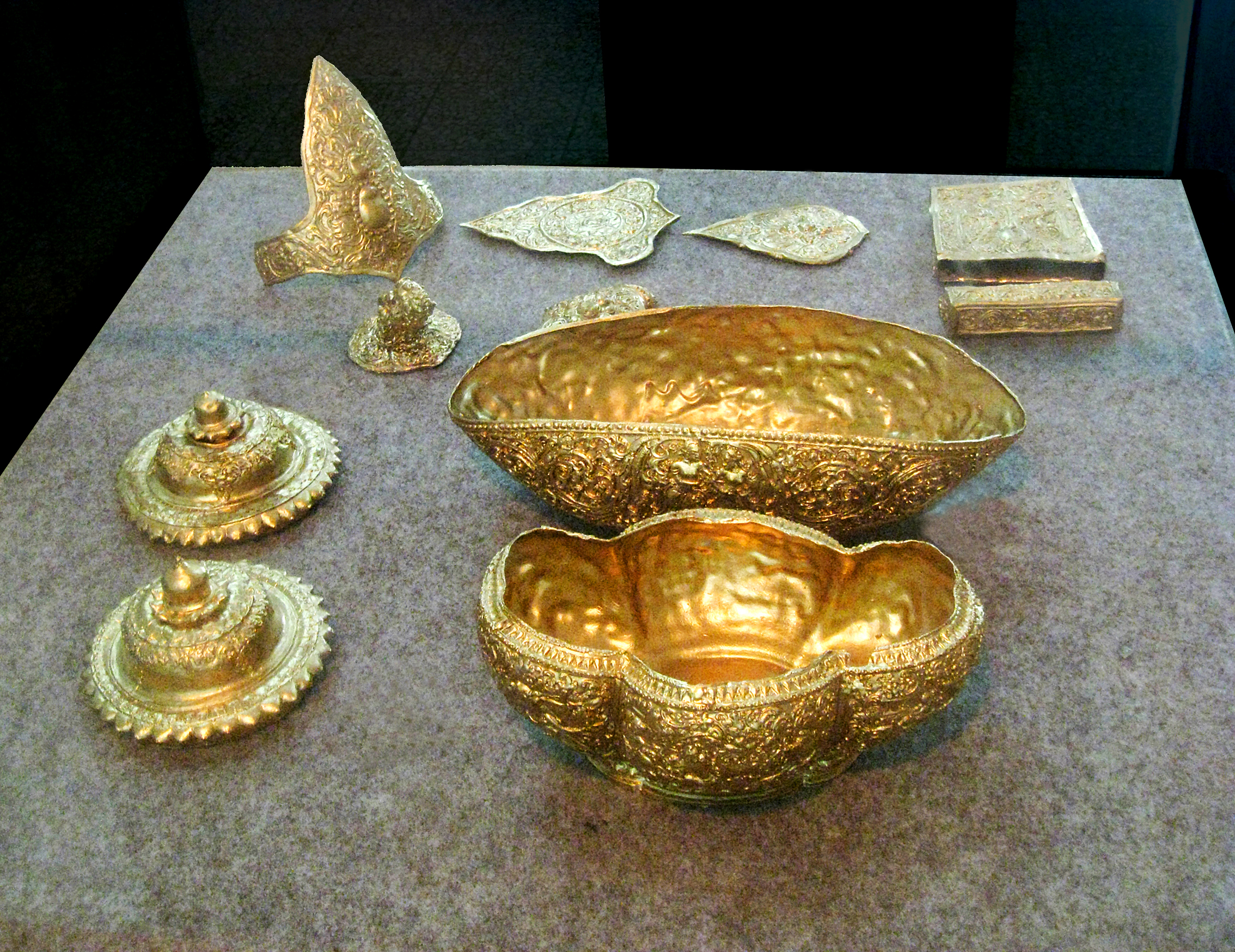
Центральный яванский клад вонобойо IX века, обнаруженный в 1990 году.

- Клад вонобойо: золотые и серебряные изделияы из королевства Меданг 9-го века в Центральной Яве. Он был обнаружен в октябре 1990 года в деревне Плосокунинг, деревня Вонобойо, Клатен, Центральная Ява, недалеко от Прамбанана[35].
- Сокровище Самбаса: клад древних золотых и серебряных буддийских скульптур, найденных недалеко от города Самбас в Западном Калимантане, которые теперь являются частью коллекции Британского музея[36].

Датируемые VIII – IX веками нашей эры, они, вероятно, были изготовлены на Яве.
- Кораблекрушение Белитунг: обломки арабского дау, следовавшего из Африки в Китай около 830 г.[38] Корабль дошёл до пункта назначения, но затонул на обратном пути примерно на 1 миля (1,6 км) у побережья острова Белитунг в Индонезии. В трюме находятся китайское золото и керамические изделия Тан.
- Кораблекрушение Чиребона: обломки судна X века, обнаруженные в 2003 году у берегов Чиребона. Он содержит большое количество китайской посуды юэ и важные свидетельства морского шелкового пути[39].
- Праджняпарамита Явы: шедевр яванского классического индуистско-буддийского искусства; это изображение Праджняпарамиты из королевства Сингхасари 13 века на Восточной Яве[40]. Ценный экспонат в коллекции Национального музея Индонезии.
- Крис из Кнауда: самый старый известный крис, сохранившийся в мире[41][страница не указана 1497 дней], датируемый периодом Маджапахит (около 14 века). Сегодня он выставлен в Tropenmuseum, Королевском тропическом институте в Амстердаме.

## Учреждения
- Pusat Arkeologi Nasional
- Balai Arkeologi
- Национальный архив Индонезии
- Индонезийский институт наук

## Дальнейшее чтение
- Stutterheim. Studies in Indonesian Archaeology: Publication Commissioned and Financed by the Netherlands Institute for International Cultural Relations :  [англ.]. — 1956. — ISBN 9789401759878.
- Soedjatmoko. An Introduction to Indonesian Historiography :  [англ.]. — ISBN 9789793780443.

## Внешние ссылки
- Official site of Pusat Arkeologi Nasional (Arkenas) or National Archaeological Center (in Indonesian)
- World Archaeology, Category: Indonesia